# Forty Love - Greatest Hits
Forty Love - Greatest Hits er det opsamlingsalbum fra den danske rockgruppe D-A-D, der udkom d. 1. marts 2024 i forbindelse med gruppen 40-års jubilæum. Albummet udkom som en dobbelt LP og indeholder 22 af gruppens egne favoritnumre, heraf flere liveoptagelser.

## Spor
LP1
1. "Sleeping My Day Away"
2. "Everything Glows"
3. "Point Of View"
4. "Burning Star"
5. "It´s After Dark" (live)
6. "Bad Craziness"
7. "Nineteenhundredandyesterday"
8. "Monster Philosophy"
9. "Grow Or Pay"
10. "Laugh´n´a ½"

LP2
1. "Soft Dogs"
2. "I Want What She´s Got"
3. "A Prayer For The Loud"
4. "Jihad" (live)
5. "Reconstrucdead"
6. "Scare Yourself"
7. "Marlboro Man"
8. "Evil Twin"
9. "I Won´t Cut My Hair" (live)
10. "Riding With Sue" (live)
11. "Home Alone 4"
12. "Isn´t That Wild"